# Natalya Khusainovna Estemirova
Natalya Khusainovna Estemirova (tiếng Nga: Ната́лья Хусаи́новна Эстеми́рова; 28 tháng 2 năm 1958 – 15 tháng 7 năm 2009) là giáo viên, nhà báo, nhà hoạt động nhân quyền  người Nga và là thành viên Ban điều hành Tổ chức bảo vệ nhân quyền Memorial của Nga. 
Estemirova đã bị các người lạ mắt bắt cóc ngày 15.7.2009 khoảng lúc 8 giờ 30 sáng tại nhà của bà ở  Grozny, Chechnya, nơi bà đang điều tra các vụ vi phạm nhân quyền "cực kỳ nhạy cảm" ở Chechnya. Hai nhân chứng tường thuật là họ đã nhìn thấy Estemirova bị đẩy vào trong một xe, la hét là mình bị bắt cóc. Thi thể của bà được tìm thấy vào lúc 4 giờ 30 chiều tại một vùng rừng cách quốc lộ liên bang "Kavkaz" khoảng 100 mét gần làng Gazi-Yurt, Ingushetia., có các vết đạn ở đầu và vùng ngực.

## Tiểu sử
Sinh tại Kamyshlov, Sverdlovsk, cha mẹ là người Nga và Chechnya, Estemirova tốt nghiệp khoa sử học ở Đại học Grozny và dạy môn sử ở trường trung học địa phương tới năm 1998. 
Năm 1991, bà làm thông tín viên cho các tờ báo địa phương The Voice và The Worker of Grozny Khi làm việc ở Đài Truyền hình ở Grozny, bà đã quay 13 phim tài liệu ngắn về những nạn nhân của các hành động trừng phạt của Nga. Bà tham gia làm thư ký báo chí cho "Organization of Filtration Camps Inmates" (Tổ chức Thanh lọc các trại tù nhân). Là quả phụ của một cảnh sát viên người Chechnya, bà thu thập các bằng chứng về những vụ vi phạm nhân quyền từ khi bắt đầu cuộc Chiến tranh Chechnya lần thứ hai năm 1999, bỏ con gái mình ở lại Yekaterinburg với các người thân thuộc. Năm 2000, bà làm người đại diện cho Trung tâm Nhân quyền Memorial tại thành phố quê hương Grozny. Bà đã viếng thăm nhiều bệnh viện ở Chechnya và Ingushetia, chụp phim những trẻ em nạn nhân chiến tranh trên hàng trăm bức ảnh.

## Vụ mưu sát
Estemirova bị bắt cóc tại nhà của bà ở Grozny, Chechnya ngày 15 tháng 7 năm 2009. Theo Tanya Lokshina của văn phòng Tổ chức theo dõi nhân quyền ở Moskva, các kẻ lạ mặt đã bắt cóc Estemirova ở gần nhà của bà tại Grozny vào khoảng 8 giờ 30 sáng. Các đồng nghiệp của bà đã báo động khi thấy bà không tới họp như đã dự định, và họ tới nhà bà, gặp các nhân chứng và hỏi họ. Hai nhân chứng tường trình là họ đã nhìn thấy Estemirova bị đẩy vào trong một xe  và la lên là mình bị bắt cóc. Lokshina nói rằng Estemirova đã bị bắt cóc vì bà đang điều tra những vụ vi phạm nhân quyền "cực kỳ nhạy cảm" ở Chechnya. Lokshina nói là Estemirova đã là mục tiêu bị nhắm vì các hoạt động nghề nghiệp của mình. Tổ chức theo dõi nhân quyền đã yêu cầu điện Kremlin và Ramzan Kadyrov thả Estemirova an toàn về nhà.
Vladimir Markin, thư ký báo chí Ủy ban điều tra của Tổng Ủy viên Công tố Nga, cho biết một xác của một phụ nữ với các vết thương đạn ở đầu và ngực đã được tìm thấy lúc 4 giờ 30 chiều trong khu  rừng cách xa lộ liên bang "Kavkaz" khoảng 100 mét, gần làng Gazi-Yurt, Ingushetia. Các nhà điều tra tìm thấy các vật dụng thuộc về Estemirova trong ví của người phụ nữ này. Các vật dụng này là một hộ chiếu, một chứng minh thư chuyên gia Chechnya làm việc cho Ủy viên Nhân quyền Nga và giấy ủy nhiệm của Ủy ban giám sát các trại cải tạo công cộng.

## Tang lễ
Estemirova được "mai táng ở nghĩa trang của ngôi làng quê hương Koshkeldy, trong huyện Gudermes của Chechnya vào ngày thứ Năm trước khi mặt trời lặn phù hợp với truyền thống Hồi giáo",.
Khoảng 150 người đã tới dự "buổi tối canh thức" (vigil) được tổ chức ở Quảng trường Pushkin tại Moskva theo truyền thống Chính Thống giáo Nga khoảng 9 ngày sau khi Estemirova bị sát hại. Sau khi phần lớn người tham dự đã ra về thì cảnh sát bắt người tổ chức là Viktor Sotirko của Hội Memorial. Ông bị giam giữ 2 giờ và bị buộc tội gây rối an ninh trật tự. Cảnh sát nói rằng chỉ có 30 người được phép tham dự buổi canh thức này, nhưng số người tới dự tỏ ra nhiều hơn.

## Các phản ứng
Rupert Wingfield-Hayes, phóng viên thường trú tại Moskva của đài BBC tường thuật là Estemirova đã dấn thân vào "việc làm rất quan trọng và nguy hiểm", điều tra hàng trăm trường hợp được cho là bắt cóc, tra tấn và giết chết mà không đưa ra tòa án xét xử bởi quân đội của chính phủ Nga hoặc bởi lực lượng bán quân sự ở Chechnya.
Tổng thống Nga Dmitri Medvedev đã bày tỏ sự "phẫn nộ" về vụ giết người này và ra lệnh làm một cuộc điều tra ở cấp cao nhất. Phát biểu ở Đức trong thời điểm tang lễ của Estemirova, ông đã tỏ lòng kính trọng người quá cố và hứa sẽ cho mở một cuộc điều tra kỹ lưỡng. Ông nói đối với ông thì vụ giết Estemirova rõ ràng có liên quan tới việc làm chuyên nghiệp của bà.
Hội Memorial gọi vụ giết người này là "sự hành quyết ngoài pháp luật" (extrajudicial execution) do các đội quân giết người được chính phủ hậu thuẫn. Chủ tịch hội Memorial Oleg Orlov nói rằng Ramzan Kadyrov đã đe dọa Natalya và rằng tổng thống Nga Medvedev bằng lòng cho Kadyrov làm tên sát nhân.  Orlov nói trong một tuyên bố: "Tôi biết, tôi biết chắc ai có tội trong vụ giết Natalya Estemirova, tất cả chúng ta đều biết hắn. Tên hắn là Ramzan Kadyrov". Theo Orlov, ngay trước khi giết, Kadyrov đã công khai đe dọa bà khi nói: "Vâng, các bàn tay lên đến khuỷu tay của tôi ngập  trong máu. Và tôi không xấu hổ về điều đó. Tôi đã giết chết và sẽ giết những kẻ xấu xa". Kadyrov đã phủ nhận là không dính líu gì tới vụ giết người này và hứa là sẽ đích thân điều tra vụ việc. Ông ta lên án các kẻ giết người, nói rằng chúng "sẽ bị trừng phạt như những kẻ tội phạm tàn ác nhất". Sau đó có tin là đáp lại sự cáo buộc của Orlov, Kadyrov sẽ kiện tổ chức nhân quyền này về tội phỉ báng, và sẽ nhắm đích danh Orlov trong đơn kiện. Nurdi Nukhazhiyev, viên chức thanh tra những cáo buộc vi phạm nhân quyền của Chechnya, gọi lời cáo buộc của Orlov là "vô căn cứ và lố bịch".
Trong cuộc phỏng vấn trên tờ Russia Today tháng 1 năm 2010 Ramzan Kadyrov đã cáo buộc Berezovsky tội giết Estemirova. Mặc dù bày tỏ sự tin tưởng rằng tội ác này sẽ được giải quyết, tuy nhiên ông thừa nhận rằng cho đến nay nó vẫn chưa được làm sáng tỏ.: 
| “ | Tội giết Estemirova được kích động bởi những người đã giết chết Anna Politkovskaya và Litvinenko. Tôi khá chắc chắn rằng đó là việc làm của [Berezovsky]. Politkovskaya (?) lúc nào cũng nói về Chechnya. Khi mọi thứ trở nên tốt đẹp tại nước cộng hòa của chúng tôi, và không có gì để chê trách chúng tôi, thì chính là thời điểm hoàn hảo để giết bà ấy và đổ lỗi cho Kadyrov để làm suy yếu chế độ. | ” |

Đáp lại lời cáo buộc, Medvedev nói rằng việc chọn thời gian phạm tội, một ngày trước khi chuyến đi của ông tới Đức để hội đàm với thủ tướng Angela Merkel, là một hành động khiêu khích nhằm tạo ra "những lý thuyết nguyên thủy nhất và những điều khó chịu nhất cho nhà nước". Merkel nói bà đã bày tỏ sự "phẫn nộ" của mình về vụ giết người này trong cuộc hội đàm với Medvedev "và nói rõ là phải làm mọi sự để giải quyết tội giết người này".
Tổng Thư ký Liên Hợp Quốc Ban Ki-Moon nói rằng mình "kinh hoàng và buồn" về vụ giết Estemirova. Phát ngôn viên  Marie Okabe của Liên Hợp Quốc nói rằng Ban Ki-Moon "thúc giục các nhà chức trách Nga tiến hành một điều tra kỹ lưỡng và công bằng nhằm mang các thủ phạm vụ giết người tàn ác này ra trước công lý, và làm như vậy, để đưa ra một thông điệp mạnh mẽ rõ ràng rằng việc nhắm mục tiêu vào những nhà hoạt động nhân quyền sẽ không được dung thứ". Joseph Daul, chủ tịch nhóm EPP (Nhóm đảng Nhân dân châu Âu) trong Nghị viện châu Âu đã lên án các thủ phạm giết người và kều gọi tiến hành cuộc điều tra để đưa các thủ phạm ra tòa án xét xử.

## Điều tra
Tháng 2 năm 2010 một nguồn tin giấu tên trong các cơ quan thực thi pháp luật Nga tuyên bố rằng các nhà điều tra biết kẻ giết Estemirova. Tuy nhiên, kẻ giết người không bị bắt, cũng như kẻ tổ chức tội phạm không được xác định..
Các nhà báo của tờ Novaya Gazeta cùng với Hội bảo vệ Nhân quyền Memorial và Liên đoàn quốc tế Nhân quyền (International Federation for Human Rights) đã làm các cuộc điều tra riêng của họ, họ cũng giám sát cuộc điều tra chính thức. Theo họ, cách giải thích chính của các điều tra viên chính thức là Estemirova bị giết chết bởi tên phiến loạn Alkhazur Bashayev, thành viên của một jamaat (nhóm nhà hoạt động Hồi giáo) ở làng Shalazhy (Шалажи) của Chechnya. Ngày 15 tháng 1 năm 2010 trong khi lục soát nhà của Alkhazur Bashayev các điều tra viên đã tìm thấy một kho dự trữ lớn các vũ khí, trong đó có khẩu súng ngắn (cầm và bắn bằng một tay) được dùng để giết Estemirova và một thẻ chứng minh cảnh sát làm giả với hình của Alkhazur Bashayev. Ngày 7.2.2010 họ tìm thấy chiếc xe VAZ-2107 bỏ lại, được xác minh là xe của Bashayev mua. Trong xe họ tìm thấy một ống giảm thanh làm bằng cùng một vật liệu như những mảnh vụn tìm thấy ở nơi giết Estemirova. Các mảnh vỡ của cây nhỏ tìm thấy ở hệ thống treo của xe là tương tự như các cây nhỏ tìm thấy ở hiện trường.
Theo các điều tra viên chính thức thì Bashayev đã tìm cách bôi nhọ Ramazan Kadyrov và ban lãnh đạo nước Cộng hòa Chechenya, anh ta cũng có thể lo ngại các bài báo của Estemirova trong đó bà cho rằng Bashayev đã được tuyển dụng cho nhóm phiến quân mà không có bất kỳ sự phản đối nào của các quan chức và ám chỉ rằng anh ta có thể là một điệp viên cho Kadyrovtsy.
Theo thông tin chính thức thì ngày 13 tháng 11 năm 2009 Alkhazur Bashayev đã bị giết chết bởi một cuộc không kích trong một cuộc hành quân đặc biệt do Adam Delimkhanov chỉ huy.
Các nhà báo của tờ Novaya Gazeta và các nhà hoạt động nhân quyền không đồng ý với những kết luận của những điều tra viên và nghi ngờ có một sự che giấu rất lớn: 
- Việc phân tích DNA của các vật liệu tìm thấy ở nơi xảy ra tội phạm không hợp với Alkhazur Bashayev hoặc những người họ hàng thân thích của ông ta.
- Quan hệ giữa Bashayev với Kadyrovtsy là rất đáng nghi ngờ.
- Việc giết Bashayev không được chứng minh. Hoàn toàn có thể là ông ta vẫn còn sống và thông tin về cái chết của ông ta là để che giấu.
- Có thể là khẩu súng tay được đưa vào nhà của Bashayev sau khi Bashayev chết.

## Giải thưởng
- Năm 2004 Estemirova đã được trao Giải thưởng Right Livelihood trong một buổi lễ được tổ chức ở Tòa nhà Quốc hội Thụy Điển.
- Năm 2005 bà được trao Huy chương Robert Schuman bởi Nhóm đảng Nhân dân châu Âu trong Nghị viện châu Âu năm 2005 (cùng với Sergey Kovalyov, chủ tịch Hội nhân quyền Memorial).[3][27]
- Tháng 10 năm 2007, bà được trao Giải Anna Politkovskaya Lưu trữ ngày 25 tháng 8 năm 2010 tại Wayback Machine đầu tiên bởi Reach All Women in War (RAW), một tổ chức nhân quyền hỗ trợ những người bảo vệ nhân quyền của phụ nữ trong chiến tranh và xung đột.[28][29]

Estemirova làm việc điều tra chung với nhà báo Anna Politkovskaya và luật sư bảo vệ nhân quyền Stanislav Markelov, cả hai người này cũng đều bị giết, một người trong năm 2006, còn người kia năm 2009.

## Các bài báo
- Chechnya Stricken by ТВ[liên kết hỏng], Institute for War and Peace Reporting: Caucasus Reporting Service 180, ngày 22 tháng 5 năm 2003
- Chechnya: Amnesty Fails to Inspire[liên kết hỏng], Institute for War and Peace Reporting: Caucasus Reporting Service 191, ngày 14 tháng 8 năm 2003
- viết chung với Aslambek Badilayev: Grozny Returnees Remain Penniless[liên kết hỏng], Institute for War and Peace Reporting: Caucasus Reporting Service 237, ngày 9 tháng 6 năm 2004
- viết chung với Musa Musayev: Chechnya: Fleeing Villagers Protest Lưu trữ ngày 12 tháng 1 năm 2013 tại archive.today, Institute for War and Peace Reporting: Caucasus Reporting Service 293, ngày 30 tháng 6 năm 2005
- Estemirova, Natalya (ngày 4 tháng 10 năm 2007). "The Courage of Anna Politkovskaya". The Nation. Số 2007-10-22. Truy cập ngày 3 tháng 9 năm 2009.